# Sortimentspolitik
Der Begriff Sortimentspolitik ist die für Handelsunternehmen gebräuchliche Entsprechung für den für Herstellunternehmen geltenden Begriff der Produktpolitik und ein essenzielles Aktionselement des Handelsmarketings.
Das Sortiment kennzeichnet die gesamte Palette der von einem Handelsunternehmen angebotenen Waren und Dienstleistungen.

## Definition
Unter dem Begriff „Sortimentspolitik“ verstehen wir die zusammenfassende Bezeichnung für alle Entscheidungen eines Handelsunternehmens über die möglichst optimale Gestaltung seines Gesamtangebots an Waren, Sach- und Dienstleistungen.
Mit Hilfe der Sortimentspolitik 
- kann das Leistungsangebot (um fremd- oder selbsterstellte Waren und/oder Dienste) erweitert werden
- können neue Produkte in das Sortiment aufgenommen werden
- kann das Sortiment um einzelne Artikel (z. B. „Langsamdreher“) bereinigt werden
- kann das Sortiment vervielfältigt werden

## Ziele der Sortimentspolitik
Sortimentspolitik (Produktpolitik, etwa bei Handelsmarken), ist die Maßnahme eines Handelsunternehmens zur marktgerechten Gestaltung seines gesamten Angebots, um die Ziele des Handelsmarketings zu erreichen:
- Steigerung von Gewinn und/oder Umsatz
- Verminderung der Kosten
- Verbesserung der Wettbewerbssituation
- Streuung der Risiken
- Auslastung und evtl. Rationalisierung der Produktions- und Lagerhaltung
- Steigerung der Verbundkäufe und der Absatzmengen
- Positionierung auf dem Markt und gegenüber Wettbewerbern
- Optimierung der Sortimentsanordnung im Verkaufsraum (Kundenlauf)

## Gestaltungsprinzipien
Ansatzpunkte zur Bildung von Sortimentseinheiten bieten folgende Gestaltungsprinzipien:
- Herkunftsorientierung (Material-/Stofforientierung sowie Lieferantenorientierung)
- Preislagenorientierung
- Orientierung an der Selbstverkäuflichkeit der Waren
- Orientierung an betriebsbezogenen Aufbaugesichtspunkten
- Orientierung am konsumentengerichteten Verhalten von Herstellern (vorverkaufte Markenartikel, Markterschließung und -erhaltung)
- Orientierung an Wettbewerbern (Abhebung, Anpassung oder Wettbewerbsmeidung durch gegenseitige Abstimmung)
- Bedarfsorientierung (Bedarfsarten/-bereiche, Erlebnisbereiche/Verwendungsanlässe, Bedarfsträger bzw. Zielgruppen)

## Gestaltungsmaßnahmen
In Anlehnung an Schenk (Psychologie im Handel, 2. Aufl., München/Wien 2007) lässt sich die Sortimentspolitik des Handels durch zahlreiche Maßnahmen zur Sortimentsmodifikation, auch psychotaktischer und -strategischer Art, realisieren:
- Konstanz des Sortiments (auf Warengruppenebene): Diese Alternative stellt keine aktive Marktanpassung an geändertes Konsumentenverhalten bzw. eine Marktbeeinflussung dar und ist deshalb nur eingeschränkt anzuwenden.
- Sortimentskontraktion: Diese stellt eine Elimination von Waren- oder Artikelgruppen dar, wobei dann von einer echten Sortimentskontraktion gesprochen werden kann, wenn die Elimination nicht durch entsprechende Expansionen in anderen Warengruppen kompensiert wird:

1. Elimination von Warengruppen
2. Beschränkung von Waren- oder Artikelgruppen

Problem: Es kann eine „unfreiwillige“ Beschränkung der Sortimentsbreite auftreten, etwa bei isolierter Artikelorientierung an Spannen, Deckungsbeiträgen oder Umschlagshäufigkeiten. Wenn beispielsweise Artikel B einen höheren Deckungsbeitrag besitzt als Artikel A und letzterer nur aus kostenrechnerischen Gründen verdrängt wird, entsteht ein Zielkonflikt zwischen kosten- und marketingorientiertem Interesse (z. B. an einer gewissen Sortimentsbreite). Verdrängt ein Artikel auf diese Weise einen anderen zum Schaden des gesamten Sortimentprofils, spricht man von Kannibalisierung.
1. Sortimentsdifferenzierung: In Anlehnung an den industriellen Bereich kann unter einer Sortimentsdifferenzierung eine Ergänzung und/oder Komplettierung bisher angebotener Warengruppen um ergänzende Artikelgruppen oder Dienstleistungen mit dem Ziel der Schaffung alternativer Kaufmöglichkeiten bezeichnet werden. Darüber hinaus kann zwischen sachlicher und zeitlicher Sortimentsdifferenzierung unterschieden werden.
2. Sortimentsdiversifikation: Sie stellt eine Erweiterung des Sortiments um neue, andersartige Teilbereiche mit dem Ziel der Schaffung additiver Kaufmöglichkeiten dar.

- Sortimentsvariation: Hier wird der Sortimentsumfang nicht verändert, es erfolgt jedoch eine neue Akzentuierung einzelner Warengruppen durch deren Strukturveränderung. Heute spricht man hier von aktiver oder auch kundenorientierter Sortimentspolitik. Dabei wird der Kunde ins Zentrum gestellt, seine Bedürfnisse und deren Abdeckung durch die Händler in der näheren Umgebung. Die aktive, oder auch kundenorientierte Sortimentspolitik bietet die Produkte an, die für die Kundenfrequenz aktuell interessant ist.
- Sortimentsinnovation: Als Sortimentsinnovation wird die Entwicklung/Zusammenstellung von neuartigen Teilsortimenten und Warengruppen unter Einbeziehung von Dienstleistungen verstanden. Hier sind nach dem Grad der Neuheit zu unterscheiden:

1. echte Neuheiten: Marktinnovationen durch Übertragung von Aufbau- und Gestaltungsprinzipien auf andere Betriebstypen oder Branchen
2. bedeutende Verbesserungen: betriebliche Innovationen, etwa durch verbesserte Kundenorientierung
3. modische Innovationen
4. neue Problemlösungen für neue Zielgruppen

## Operative Steuerung und Kontrolle
Steuerung und Kontrolle des Sortimentes erfolgt insbesondere durch artikelspezifische Erfolgsindikatoren im Rahmen der operativen Sortimentspolitik, beispielsweise durch
- Absatzkraft als Indikator der Artikelakzeptanz:

= numerische Distribution
* durchschnittliche Absatzmenge / Geschäft und Monat
* durchschnittlicher Endverbraucherpreis
- Umsatzkraft: multiplikative Verknüpfung der in der eigenen Unternehmung artikelbezogenen Absatzmenge mit dem durchschnittlich geforderten Verkaufspreis
- Handelsspanne als Umsatz abzüglich der Wareneinstandskosten
- Umschlagshäufigkeit: Umsatz / Lagerbestand
- Bruttorentabilitätskraft (Bruttonutzenziffer): Aufschlagsspanne in % * Umschlagshäufigkeit
- Nettorentabilitätskraft (Deckungsbeitrag)
- Kompensationskraft: Nettorentabilität * 100 / Nettorentabilität der Warengruppe
- Direkte Produktrentabilität (DPR): Umsatz abzüglich Wareneinstandskosten abzüglich artikelspezifischer Handlingkosten